# Sega di Gigli

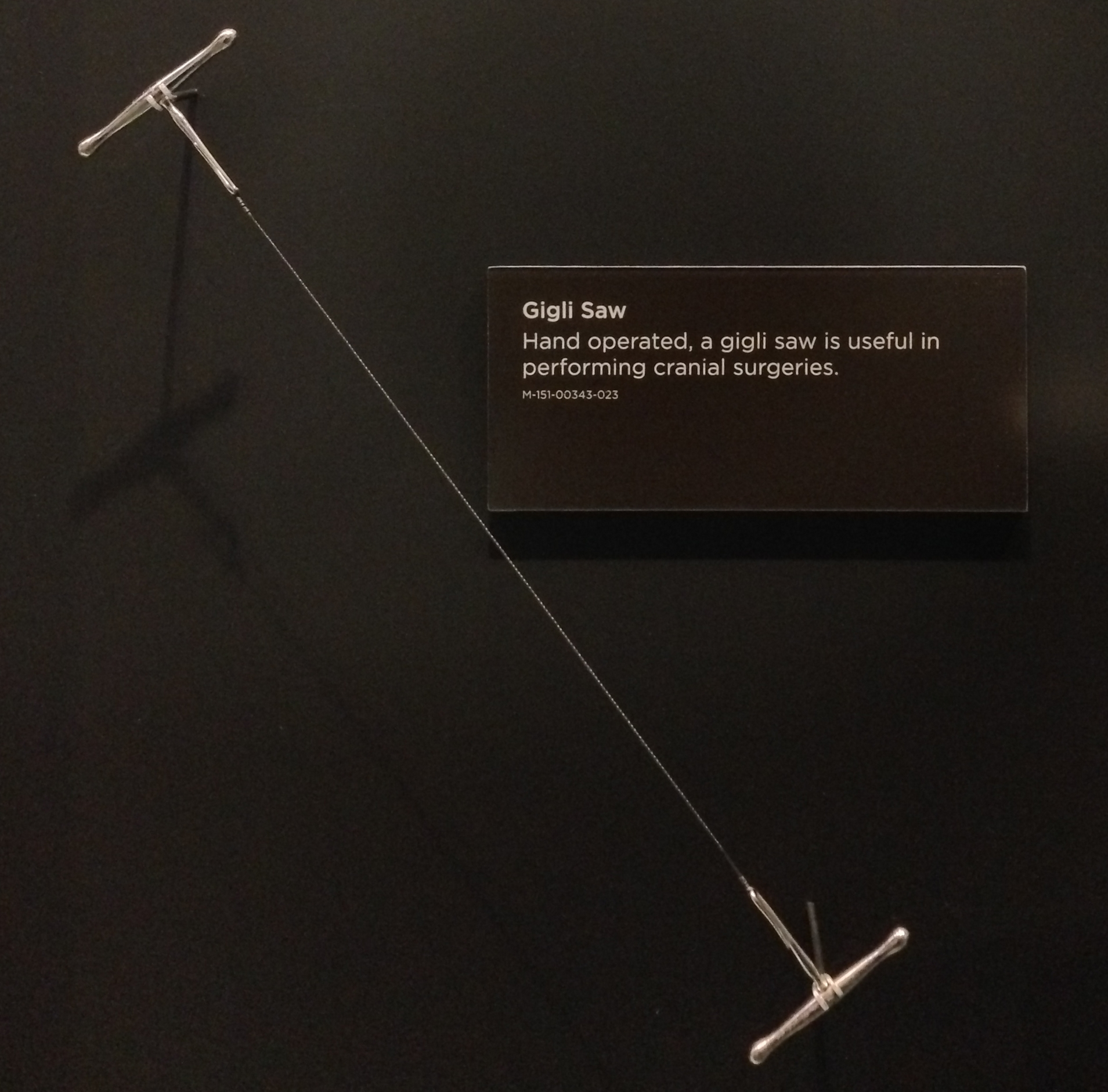
Una sega di Gigli

La sega di Gigli è uno strumento chirurgico, utilizzato per praticare un'osteotomia, inventato dal medico italiano Leonardo Gigli nel 1894.

## Descrizione
Lo strumento è una sega a filo, costituito da un cavo metallico flessibile dotato di due anelli alle estremità per l'alloggiamento delle impugnature. Il filo è costituito da diverse fibre metalliche, a sezione circolare o poligonale, attorcigliate in modo da creare una superficie abrasiva.
La sega di Gigli viene inserita attraverso un'incisione cutanea e, passando sotto l'osso da sezionare, viene fatta fuoriuscire dalla cute.
L'osteotomia viene praticata posizionando la sega a contatto con l'osso e facendo scorrere il filo avanti e indietro.

## Storia

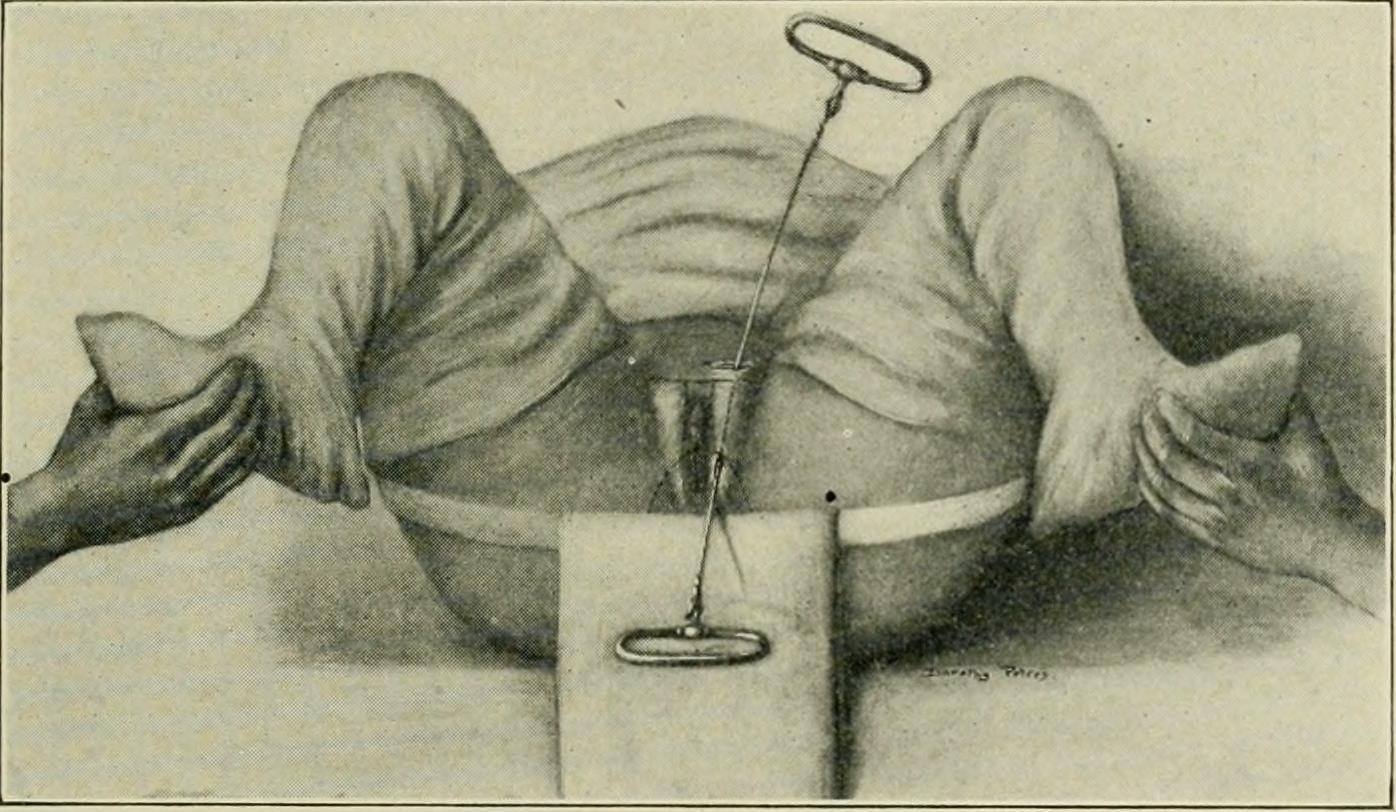
Illustrazione da un manuale di ostetricia del 1922 che mostra l'uso della sega di Gigli per praticare una pubiotomia

La sega di Gigli fu ideata e realizzata nel 1894 dal chirurgo italiano Leonardo Gigli allo scopo di effettuare un intervento di pubiotomia: veniva sezionato infatti l'osso pubico per allargare il canale del parto e facilitare l'espulsione del feto in situazioni di svolgimento difficile (distocia).
Fino ad allora, per evitare il rischioso taglio cesareo, la pratica utilizzata era la sinfisiotomia, ovvero la sezione chirurgica della sinfisi pubica. Questa tecnica però era soggetta più spesso a complicazioni; infatti fino al 10% delle donne sottoposte a sinfisiotomia morivano e diverse altre ricevevano lesioni permanenti. La sinfisiotomia richiedeva inoltre un'ampia incisione da parte del chirurgo, che portava spesso a gravi infezioni.
Con l'invenzione della sega di Gigli l'intervento divenne molto meno invasivo. Veniva praticata una piccola incisione (di massimo 2 cm) al di sopra dell'osso pubico, attraverso la quale veniva inserita la guida; questa era fatta passare dietro l'osso e fatta emergere al di sotto dello stesso, perforando la cute dall'interno. A quel punto veniva collegata al filo-sega ed estratta a ritroso attraverso il canale appena creato, lasciando solo lo strumento in posizione.

## Uso attuale
Al giorno d'oggi la sega di Gigli non viene quasi più utilizzata per il suo scopo originario. È tuttavia ancora utilizzata in diverse specialità chirurgiche, poiché il taglio risulta a margini molto netti e l'operatore ha un buon controllo dell'intera procedura. L'operazione con la sega di Gigli risulta comunque più lunga rispetto a quelle che prevedono l'uso di strumenti elettrici.
- in neurochirurgia (anche con filo diamantato) per praticare craniotomie[1][5] e vertebrotomie[6]

- in cardiochirurgia e chirurgia toracica per effettuare una sternotomia[7];
- in ortopedia per un gran numero di interventi in cui si renda necessaria un'osteotomia (quali amputazioni e protesi ortopediche)[8][9]